# Thalamoporella floridana
Thalamoporella floridana is een mosdiertjessoort uit de familie van de Thalamoporellidae. De wetenschappelijke naam van de soort is voor het eerst geldig gepubliceerd in 1940 door Osburn.